# Hrušov (Košice)
Hrušov é um município da Eslováquia, situado no distrito de Rožňava, na região de Košice. Tem 16,8 km² de área e sua população em 2018 foi estimada em 343 habitantes.

## Demografia
| Ano:        | 1994 | 2004   | 2014   | 2024   |
| ----------- | ---- | ------ | ------ | ------ |
| Broj ljudi: | 360  | 345    | 336    | 331    |
| Razlika:    |      | -4,16% | -2,60% | -1,48% |

| Ano:               | 2023 | 2024   |
| ------------------ | ---- | ------ |
| Número de pessoas: | 335  | 331    |
| Diferença:         |      | -1,19% |